# Underdog (album)
Underdog – debiutancki album białoruskiego zespołu punk-rockowego Brutto, którego premiera odbyła się 12 września 2014 roku. Płyta zawiera dwanaście piosenek – osiem rosyjskojęzycznych, dwie białoruskojęzyczne („Nasza woźmie” do słów wiersza Jakuba Kołasa z 1907 roku oraz „Hareza”), a także dwa anglojęzyczne covery („I Get Wet” Andrew W.K. oraz „The Chauffeur” Duran Duran).
15 marca 2015 roku grupa wydała reedycję albumu, dodając do niego 7 bonusowych utworów, z których cztery stanowiły nowe aranżacje piosenek zespołu Lapis Trubieckoj, poprzedniej grupy lidera Brutto Siarhieja Michałoka.

## Lista utworów
| Nr  | Tytuł utworu                        | Oryginalna pisownia tytułu | Długość |
| --- | ----------------------------------- | -------------------------- | ------- |
| 1.  | „Brutto”                            |                            | 4:00    |
| 2.  | „Underdog”                          |                            | 2:32    |
| 3.  | „Giri”                              | «Гири»                     | 2:24    |
| 4.  | „Nasza woźmie” (sł. Jakub Kołas)    | «Наша возьме»              | 1:53    |
| 5.  | „Wiesielej”                         | «Веселей»                  | 1:54    |
| 6.  | „Miacz”                             | «Мяч»                      | 3:15    |
| 7.  | „I Get Wet” (cover Andrew W.K.)     |                            | 4:49    |
| 8.  | „Hareza”                            | «Гарэза»                   | 2:54    |
| 9.  | „Regbi”                             | «Регби»                    | 2:07    |
| 10. | „The Chauffeur” (cover Duran Duran) |                            | 3:48    |
| 11. | „Dworniagi”                         | «Дворняги»                 | 3:22    |
| 12. | „Trud”                              | «Труд»                     | 3:24    |
|     |                                     |                            | 36:22   |

| Utwory bonusowe (reedycja z 2015 roku) | Utwory bonusowe (reedycja z 2015 roku)        | Utwory bonusowe (reedycja z 2015 roku) | Utwory bonusowe (reedycja z 2015 roku) |
| Nr                                     | Tytuł utworu                                  | Oryginalna pisownia tytułu             | Długość                                |
| -------------------------------------- | --------------------------------------------- | -------------------------------------- | -------------------------------------- |
| 1.                                     | „Woiny swieta” (cover Lapis Trubieckoj)       | «Воины света»                          | 4:34                                   |
| 2.                                     | „Żeleznyj” (cover Lapis Trubieckoj)           | «Железный»                             | 3:37                                   |
| 3.                                     | „Adidas”                                      | «Adиdas»                               | 2:48                                   |
| 4.                                     | „Kapital” (cover Lapis Trubieckoj)            |                                        | 3:50                                   |
| 5.                                     | „Swiaszczennyj ogoń” (cover Lapis Trubieckoj) | «Священный огонь»                      | 2:20                                   |
| 6.                                     | „Garri” (wersja demo)                         | «Гарри (Demo Version)»                 | 3:58                                   |
| 7.                                     | „Budź śmiełym” (sł. Janka Kupała)             | «Будзь смелым»                         | 3:05                                   |
|                                        |                                               |                                        | 24:12                                  |

## Twórcy
- Siarhiej Michałok – wokal
- Wital Hurkou – wokal
- Denys „Left” Melnyk – gitara, wokal
- Petro „Aist” Łosewski – wokal
- Siarhiej „Brazil” Karalou – wokal
- Pawieł „Lannister” Traciak – gitara, klawisze, mandolina
- Dzianis „Dynia” Sturczanka – gitara basowa
- Dzianis „Szurup” Szurau – perkusja
- Dzmitryj „Topor” Kazłouski – wokal wspierający
- Andrej Babrouka – nagrywanie, miksowanie i mastering[5]